# Tamsweg
Tamsweg osztrák mezőváros, Salzburg tartomány Tamswegi járásának székhelye. 2019 januárjában 5730 lakosa volt. Ez az ausztriai járási központok közül a legmagasabban fekvő, és az egyetlen, melynek nincs városi rangja.

## Elhelyezkedése

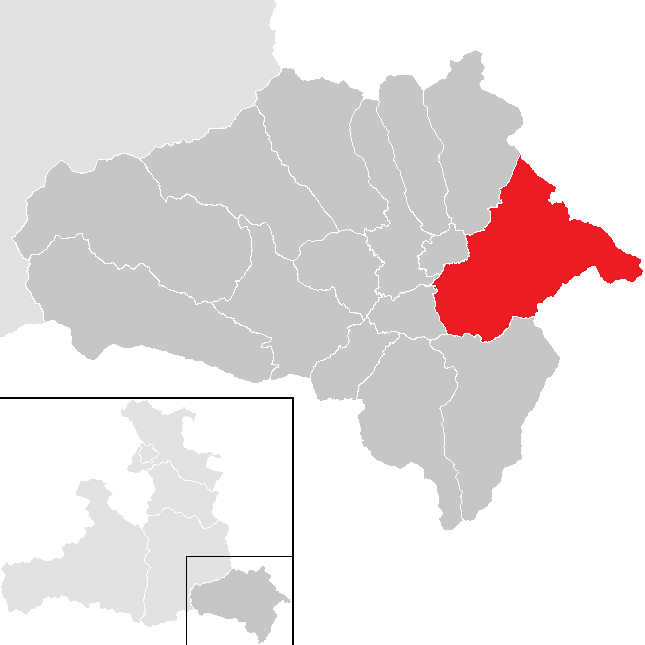
Tamsweg a Tamswegi járásban

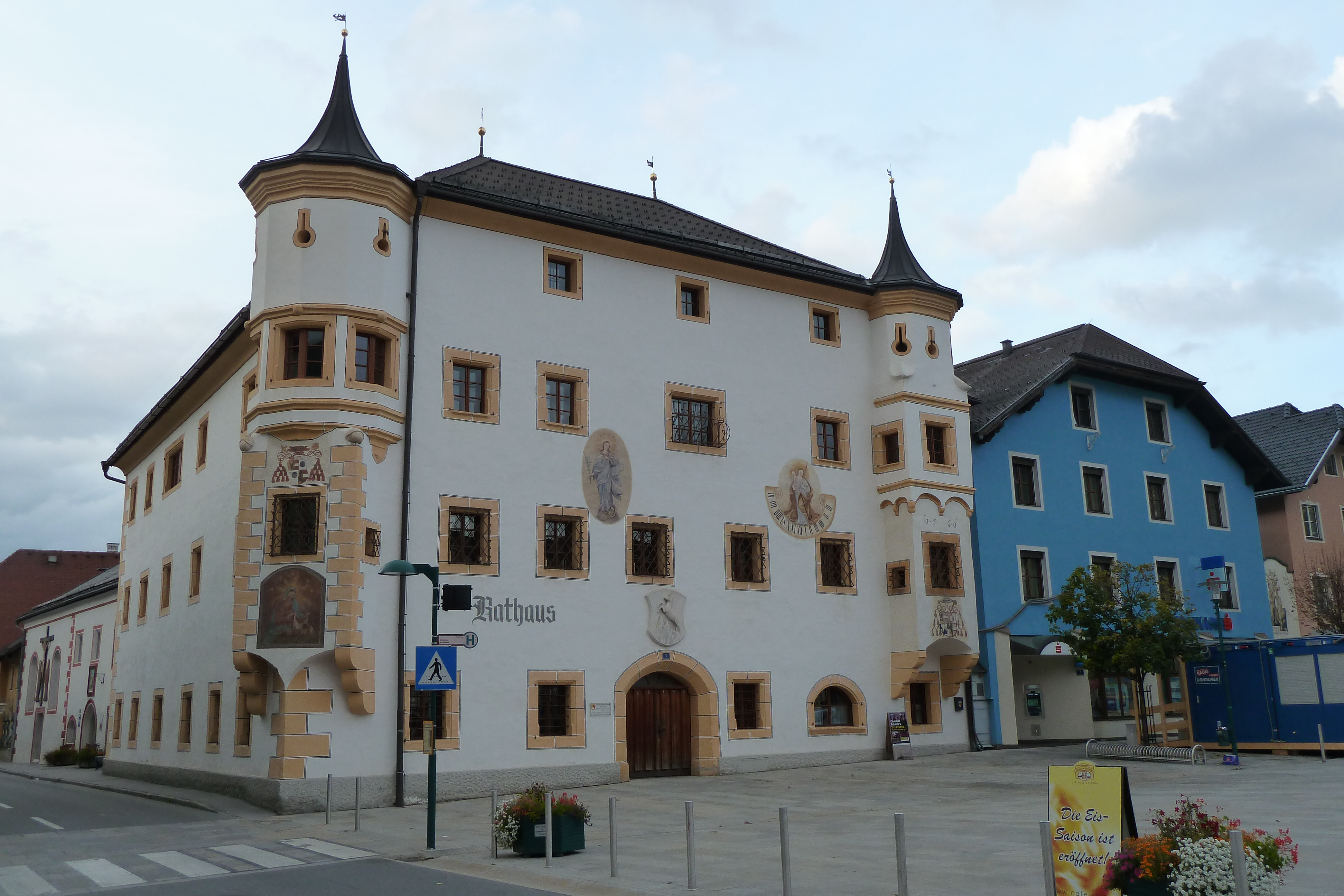
A városháza

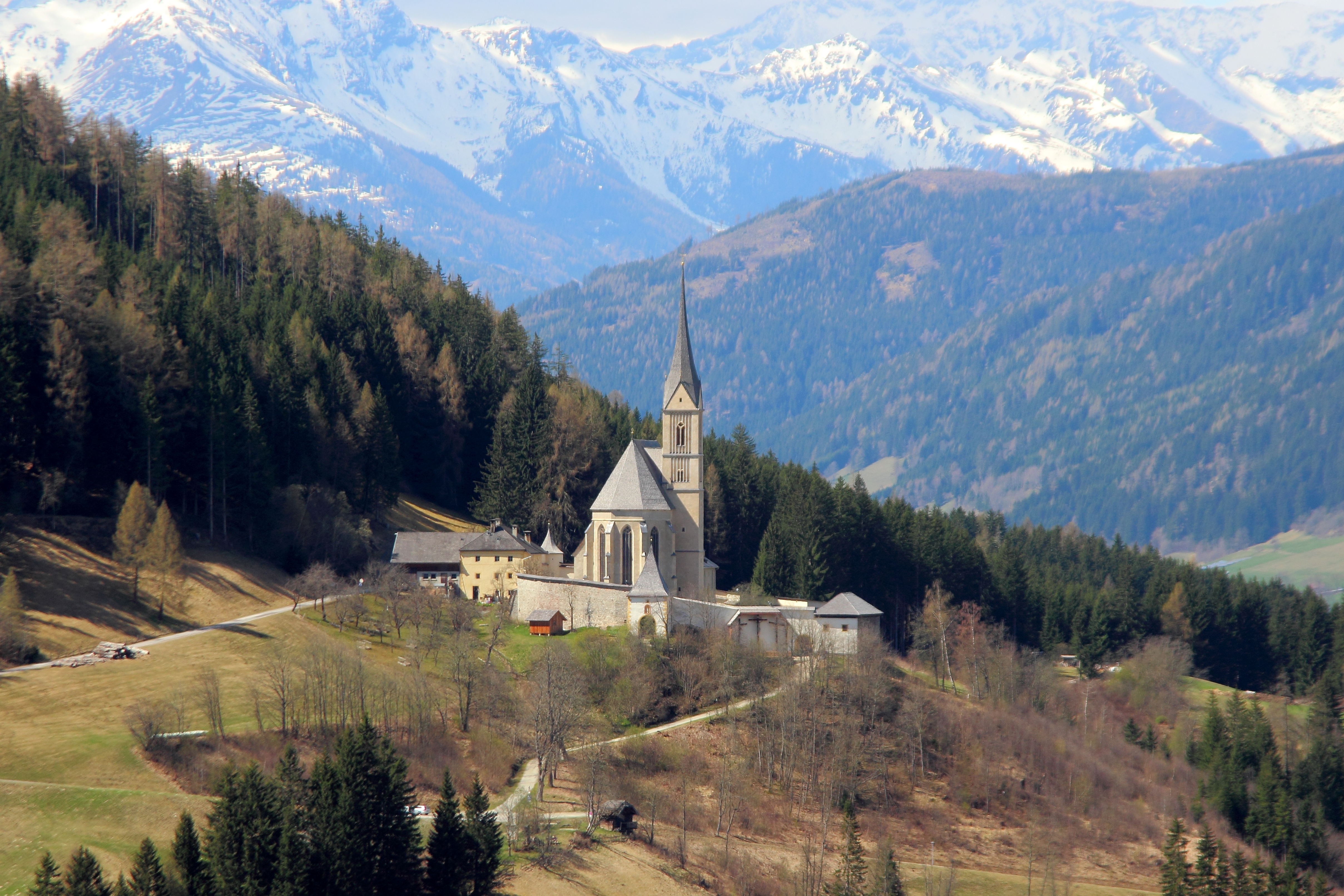
A Szt. Leonhard-kegytemplom

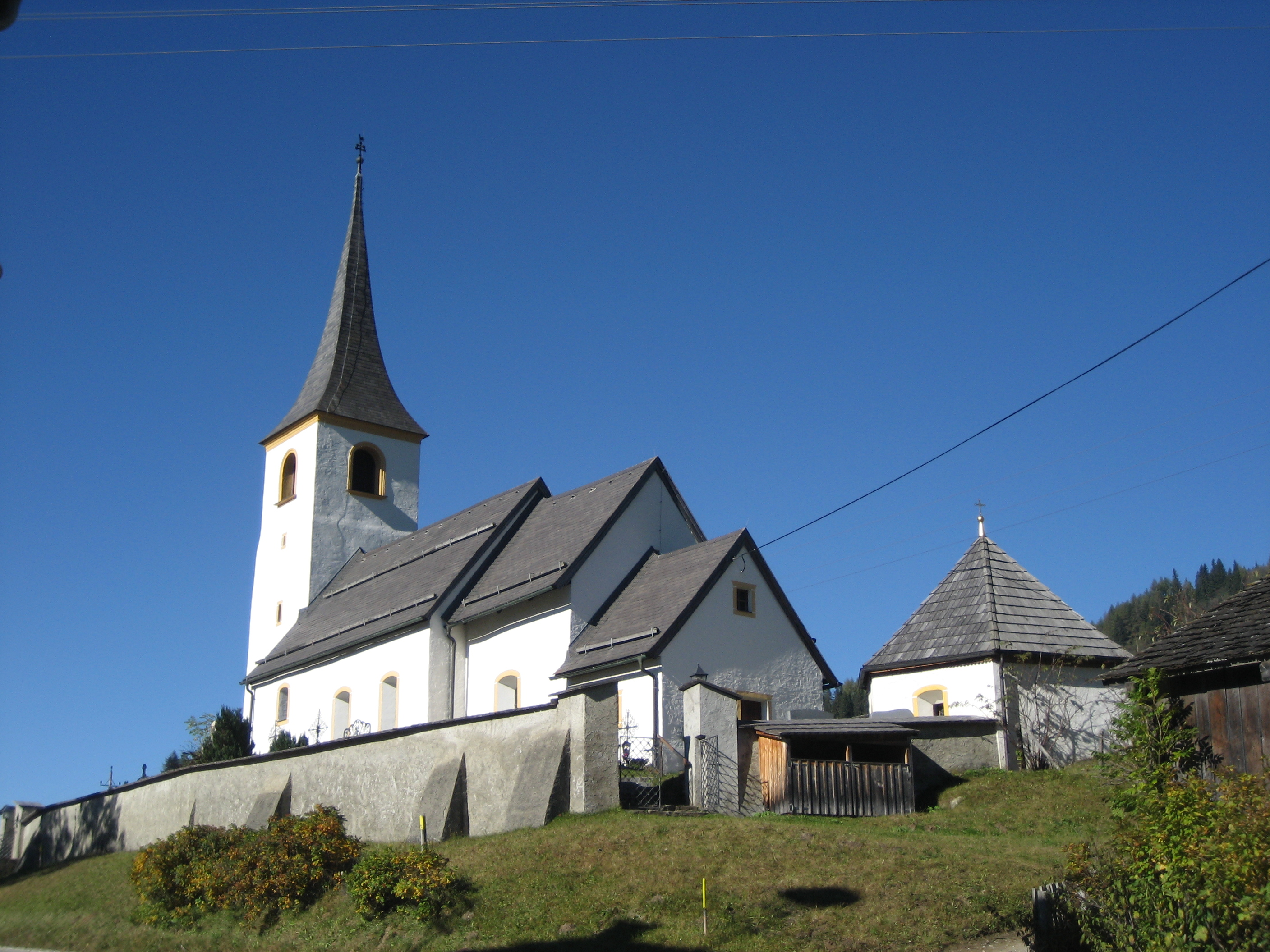
A seetali Keresztelő Szt. János-templom

Tamsweg Salzburg tartomány Lungau régiójában, a Lungaui-medencében fekszik, a 2740 m magas Preber tövében, a Mura mentén, ahol a Lungauer Taurach és a Leißnitzbach a folyóba ömlik. Északról az Alacsony-Tauern hegység övezi a medencét. Az önkormányzat 8 településrészt és falut egyesít: Haiden (244 lakos 2019-ben), Keusching (48), Lasaberg (169), Mörtelsdorf (979), Sauerfeld (432), Seetal (141), Tamsweg (3536) és Wölting (181).
A környező önkormányzatok: délre Ramingstein, délnyugatra Unternberg, nyugatra Mariapfarr, északnyugatra Sankt Andrä im Lungau, északra Lessach, északkeletre Krakau, keletre Ranten, délkeletre Sankt Georgen am Kreischberg és Stadl-Predlitz (utóbbi négy Stájerországban).

## Története
A Lungau régióba i.sz. 600 körül szlávok, 700 után pedig bajorok települtek. Tamsweget (Taemswich formában) először 1156 környékén említik, amikor Eberhard von der Drau karintiai nemes egy itteni birtokot adományozott a salzburgi székesegyház káptalanjának. 1246-ban II. Eberhard salzburgi érsek megvásárolta a Pettau család lungaui birtokait és szintén a káptalannak adományozta őket. Tamsweg templomáról először 1231-ben tesznek említést, ekkor még a mariapfarri plébánia filiáléja volt.
1433-ra megépült Szt. Leonhard kegytemploma, a falutól délre eső dombon, amely messze földről, a határokon túlról is vonzotta ide a zarándokokat. 1490-ben Mátyás magyar király csapatai szállásolták be magukat az erődített kegytemplomba, míg III. Frigyes császár katonái kifosztották a települést. A zarándokok számában a reformáció is jelentős visszaesést hozott; azonban újabb jelentős fellendülés következett be amikor az ellenreformáció következtében rekatolizálták a lakosságot és 1644-ben a kapucinusok megtelepedtek Tamswegben. 1571-ben a Kuenburgok szerezték meg a mezővárost (a vásártartási privilégium legalább 1416-ig vezethető vissza), amelynek Georg von Kuenburg érsek 1587-ben címert adományozott.
1700 után a polgárság elsődleges jövedelemforrásává a vas és só kereskedelme vált. 1797-ben a Napóleon elleni első koalíciós háborúban francia csapatok szállták meg Tamsweget és 4518 guldennyi hadisarcot vetettek ki rá, ezenfelül 222 ökröt és nagyobb mennyiségű élelmiszert rekviráltak. A lunéville-i béke eredményeképpen a salzburgi érsekséget más veszteségeiért cserébe Ausztria kapta meg. A 19. században a régió gazdasági jelentősége csökkent, az elszegényedő lakosság egy része elvándorolt.
Újabb gazdasági fellendülésre a 19-20. század fordulóján került sor. 1894-ben megnyitották a Mura-völgyi vasutat, 1897-ben bevezették az elektromosságot és megépült a vízmű; 1908-ban pedig megnyílt Tamsweg kórháza.
1936-ban hat környező község Tamswegbe olvasztásával kialakult a mai önkormányzat.

## Lakosság
A tamswegi önkormányzat területén 2019 januárjában 5730 fő élt. A lakosságszám a csúcspontját 2001-ben érte el 5936 fővel, azóta egy alacsonyabb szinten stabilizálódott. 2017-ben a helybeliek 90,5%-a volt osztrák állampolgár; a külföldiek közül 1,6% a régi (2004 előtti), 4,9% az új EU-tagállamokból érkezett. 1,5% a volt Jugoszlávia (Szlovénia és Horvátország nélkül) vagy Törökország, 1,5% egyéb országok polgára volt. 2001-ben a lakosok 90,1%-a római katolikusnak, 1,3% evangélikusnak, 3,4% mohamedánnak, 3,8% pedig felekezeten kívülinek vallotta magát. Ugyanekkor 21 magyar élt a mezővárosban. A legnagyobb nemzetiségi csoportot a német (94,1%) mellett a horvátok alkották 1,8%-kal.
A lakosság számának változása:

| 2016 | 5 721 |
| 2018 | 5 717 |

## Látnivalók
- Schlossberg várának romjai
- Klausegg várának romjai
- a Kuenburg-kastély

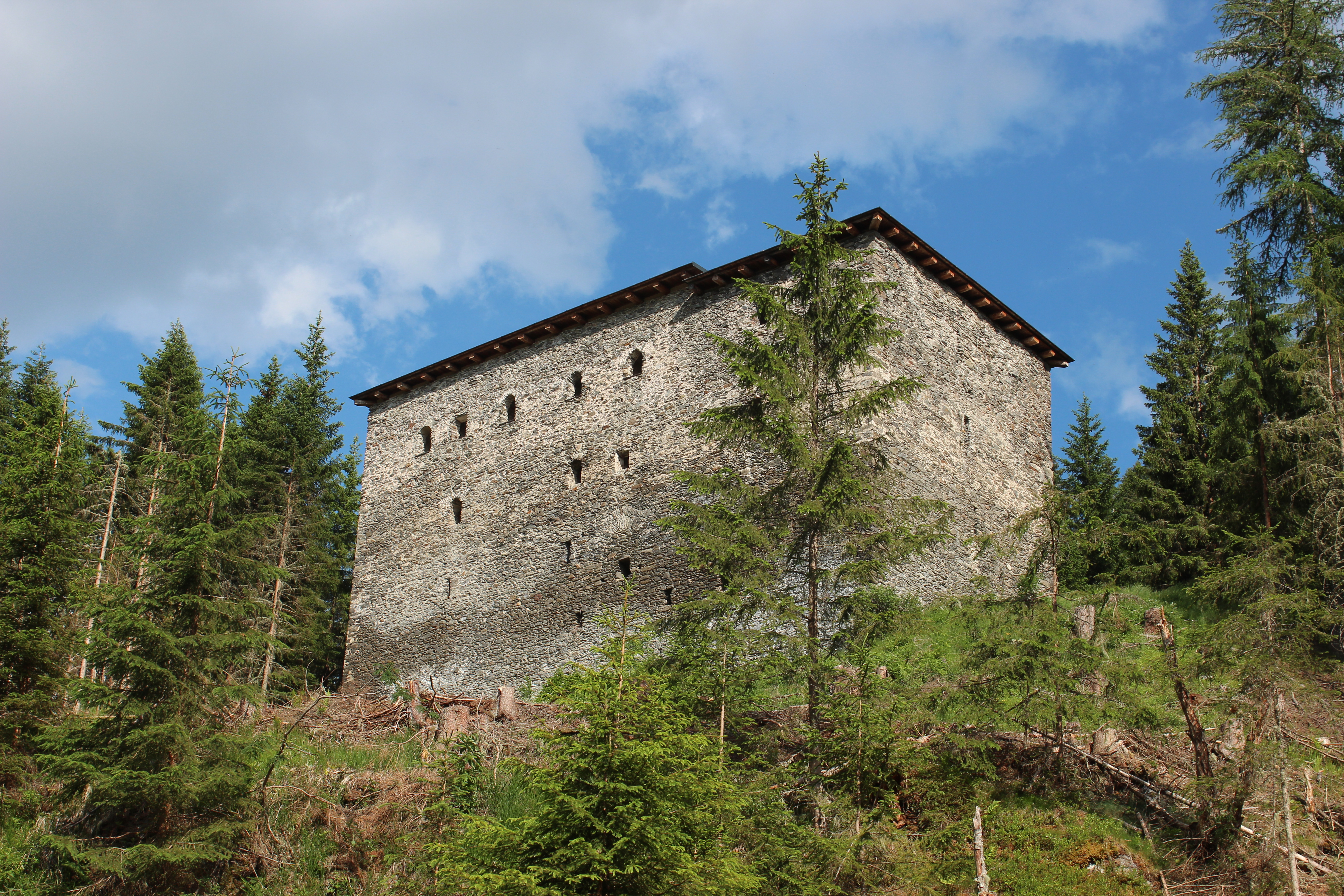
A klauseggi vár

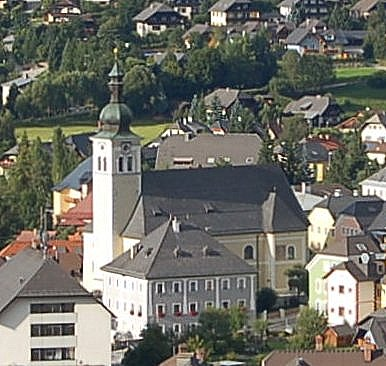
A Szt. Jakab-plébániatemplom

- a 15. századi városháza (eredetileg fogadó)
- a Szt. Leonhard-kegytemplom
- a Szt. Jakab-plébániatemplom
- a seetali Keresztelő Szt. János-templom
- az 1738-an alapított Tamswegi Egylet temetkezési társaságot az UNESCO 2010-ben elismerte Ausztria szellemi örökségének részeként

## Közlekedés
Tamsweg a Mauterndorfot Klagenfurttal összekötő 95-ös autóút mellett fekszik. Itt van a nyugati végállomása az Unzmarktból induló Murtalbahn keskenynyomközű vasútnak. Közvetlen autóbuszösszeköttetésben áll St. Michaellel és Mauterndorffal, valamint Radstadttal.

## Híres tamswegiek
- Eva Moser (1982–2019) sakkozó

## Fordítás
- Ez a szócikk részben vagy egészben  a   Tamsweg című német Wikipédia-szócikk ezen változatának fordításán alapul.  Az eredeti cikk szerkesztőit annak laptörténete sorolja fel. Ez a jelzés csupán a megfogalmazás eredetét és a szerzői jogokat jelzi, nem szolgál a cikkben szereplő információk forrásmegjelöléseként.